# Aaron de Raguse
Pour les articles homonymes, voir Aaron.
 (septembre 2015).
Aaron ben David Cohen de Raguse (né vers 1580; décédé en 1656) était rabbin et marchand à Raguse (aujourd'hui Dubrovnik). 

## Biographie
Aaron était un petit-fils maternel de Salomon Ohev (Oef), qui était  également rabbin à Raguse. Il a étudié d'abord dans sa ville natale et plus tard à Venise. Il retourna ensuite à Raguse et y dirigea une entreprise d'import-export, qui devint le bâtiment commercial juif le plus important de cette ville. En tant que complice supposé d'Isaac Yeshurun, qui avait été accusé d'un meurtre rituel présumé, il a été emprisonné avec son père en 1622. Dans son testament, Aaron a prévu l'impression posthume de 800 exemplaires de son œuvre Zekan Aharon ("Barbe d'Aaron", publié à Venise en 1657). Il contient ses interprétations littérales et ses commentaires allégoriques sur la Bible, ainsi que sur certains traités du Talmud. Il contient également les commentaires sur la Bible de son grand-père Salomon Ohev sous le titre Shemen ha-Tov ("La bonne huile"). Dans une annexe - réimprimée séparément à Venise sous le titre Ma'aseh Nissim en 1798 - est donné un rapport sur le martyre d'Isaac Yeshurun.